# Кубок СССР по волейболу среди женщин
Кубок СССР по волейболу среди женщин — соревнование женских волейбольных команд СССР. Проводился в 1950—1953, 1972—1974, 1976—1978 и 1980—1991 годах.

## Формула соревнований
Первые 4 розыгрыша проводились в одном городе по системе плей-офф (два полуфинала и финал) с участием 4 команд. С 1972 года применялась круговая система на всех этапах турнира.
В 1951 и 1952 годах участниками розыгрышей Кубка СССР были клубные команды Москвы и Ленинграда и сборные союзных республик. В остальные годы в соревновании выступали только клубные команды.

## Призёры
| Год  | Место проведения финального этапа | 1-е место                 | 2-е место                 | 3-е место                            |
| ---- | --------------------------------- | ------------------------- | ------------------------- | ------------------------------------ |
| 1950 | Москва                            | «Динамо» (Москва)         | «Спартак» (Ленинград)     | «Медик» (Харьков) «Наука» (Тбилиси)  |
| 1951 | Днепропетровск                    | «Динамо» (Москва)         | «Локомотив» (Москва)      | «Спартак» (Ленинград) Украинская ССР |
| 1952 | Минск                             | «Локомотив» (Москва)      | «Спартак» (Ленинград)     | «Динамо» (Москва) Грузинская ССР     |
| 1953 | Иваново                           | «Динамо» (Москва)         | «Спартак» (Ленинград)     | «Наука» (Тбилиси) «Наука» (Харьков)  |
| 1972 | Сочи                              | ЦСКА (Москва)             | «Автомобилист» (Ташкент)  | «Буревестник» (Одесса)               |
| 1973 | Сочи                              | «Буревестник» (Ленинград) | «Локомотив» (Москва)      | ЦСКА (Москва)                        |
| 1974 | Сочи                              | МедИн (Одесса)            | «Нефтчи» (Баку)           | «Динамо» (Москва)                    |
| 1976 | Сочи                              | «Спартак» (Ленинград)     | «Уралочка» (Свердловск)   | «Автомобилист» (Ташкент)             |
| 1977 | Сочи                              | «Спартак» (Ленинград)     | ЦСКА (Москва)             | «Кировец» (Новосибирск)              |
| 1978 | Севастополь                       | «Автомобилист» (Ташкент)  | «Динамо» (Москва)         | «Орбита» (Запорожье)                 |
| 1980 | Волгоград                         | «Искра» (Ворошиловград)   | «Орбита» (Запорожье)      | ЦСКА (Москва)                        |
| 1981 | Ворошиловград                     | «МедИн» (Одесса)          | «Динамо» (Москва)         | «Искра» (Ворошиловград)              |
| 1982 | Москва                            | «Динамо» (Москва)         | ЦСКА (Москва)             | «Уралочка» (Свердловск)              |
| 1983 | Москва                            | МедИн (Одесса)            | АДК (Алма-Ата)            | «Динамо» (Москва)                    |
| 1984 | Свердловск                        | ЦСКА (Москва)             | «Уралочка-2» (Свердловск) | «Уралочка» (Свердловск)              |
| 1985 | Запорожье                         | «Орбита» (Запорожье)      | «Динамо» (Москва)         | «Коммунальник» (Минск)               |
| 1986 | Свердловск                        | «Уралочка» (Свердловск)   | ЦСКА (Москва)             | АДК (Алма-Ата)                       |
| 1987 | Свердловск                        | «Уралочка» (Свердловск)   | АДК (Алма-Ата)            | ЦСКА (Москва)                        |
| 1988 | Запорожье                         | «Уралочка-2» (Свердловск) | ТТУ (Ленинград)           | «Орбита» (Запорожье)                 |
| 1989 | Свердловск                        | «Уралочка» (Свердловск)   | «Уралочка-2» (Свердловск) | «Орбита» (Запорожье)                 |
| 1990 | Баку                              | АДК (Алма-Ата)            | БЗБК (Баку)               | ЧМС (Челябинск)                      |
| 1991 | Баку                              | БЗБК (Баку)               | ЦСКА (Москва)             | «Орбита» (Запорожье)                 |

### Титулы
| Клуб                      | Победы |
| ------------------------- | ------ |
| «Динамо» (Москва)         | 4      |
| «Уралочка» (Свердловск)   | 3      |
| МедИн (Одесса)            | 3      |
| «Спартак» (Ленинград)     | 2      |
| ЦСКА (Москва)             | 2      |
| «Автомобилист» (Ташкент)  | 1      |
| АДК (Алма-Ата)            | 1      |
| БЗБК (Баку)               | 1      |
| «Буревестник» (Ленинград) | 1      |
| «Искра» (Ворошиловград)   | 1      |
| «Локомотив» (Москва)      | 1      |
| «Орбита» (Запорожье)      | 1      |
| «Уралочка»-2 (Свердловск) | 1      |